# Krainka (pszczoła)
Krainka, pszczoła kraińska, pszczoła rasy kraińskiej (ang. Carniolan honey bee; łac. Apis mellifera carnica) – podgatunek pszczoły miodnej.
Naturalne występowanie tej pszczoły obejmuje przede wszystkim Słowenię, oraz południową Austrię, Chorwację, Bośnię i Hercegowinę, Serbię, Węgry, Rumunię i Bułgarię.

## Pochodzenie
Pszczoła kraińska jako podgatunek pszczoły miodnej naturalizowała się i adaptowała do warunków panujących w Kočevje (Gottschee) region Krainy (obecnie Słowenia), południowej części Alp Austriackich, regionu Gór Dynarskich, południowej Panonii i północnych Bałkanów. Jest to drugi najbardziej popularny podgatunek pszczół hodowany przez pszczelarzy na świecie.

## Cechy
Jest faworytem wśród pszczelarzy z wielu powodów. Przede wszystkim z powodu dużych możliwości obronnych przeciw innym owadom, pozostając przy tym nieagresywna w stosunku do pszczelarza. Pszczoły te rozpoczynają szybkie dopasowywanie populacji robotnic do dostępności pokarmu wczesną wiosną oraz tak samo szybkie dopasowywanie populacji robotnic w przypadku spadku lub braku pożytków. Odporne na niektóre choroby i pasożyty bardziej niż inne rasy.

## Anatomia
Pszczoła kraińska jest podobnych rozmiarów jak pszczoła włoska (Apis mellifera ligustica), ale w wyróżniającym śniado szarym kolorze z brązowymi paskami. Tułów jest ciemny, z tym, że można spotkać również w jaśniejszym kolorze lub nawet brązowym, a także z kropkami. Znane są również jako pszczoły szare.
Dodatkowo pszczoła kraińska jest porównywalna rozmiarami do pszczoły środkowoeuropejskiej (Apis mellifera mellifera), lecz z węższym odwłokiem.
Języczek o długości 6,5 do 6,7 mm, wysokie ramiona i krótkie włoski pozwalają na zbieranie nektaru np. z koniczyn i podobnych pożytków.

## Charakter i zachowanie
Zalety
- Ceniona[przez kogo?] ze względu na delikatność i brak agresywności
- Może być hodowana w środowisku miejskim o dużym zagęszczeniu
- Lepsza orientacja w terenie niż pszczoła włoska
- Niska skłonność do rabunków
- Może zimować w niewielkim kłębie
- Zdolność do oszczędzania zapasów miodu
- Zdolność do szybkiej adaptacji środowiskowej
- Dobra zdolność do długiego zimowania
- Zdolność do szybkiej odbudowy kolonii po zimowli
- Niskie zużycie propolisu
- Odporna na choroby czerwiu
- Nadaje się na tereny z wczesnymi pożytkami
- Robotnice żyją do 12% dłużej niż pszczoły innych ras

Wady
- Najwyższa ze wszystkich ras pszczoły miodnej podatność do rojenia w przypadku
- Niska zdolność do prosperowania w czasie gorącego lata
- Czerwienie zależne od dostępności pyłku kwiatowego
- Nieoznaczona matka trudna do odszukania na plastrze
- Bardzo duża podatność na Warrozę (Varroa Destructor)[1][2][3]
- Duża podatność na grzybicowe choroby czerwiu (Ascosphaera apis)[4][5]
- Duża po podatność na nosemozę: nosema Apis oraz nosema Cerana[6][7]
- Przygotowania do zimowania rodziny rozpoczynają już w sierpniu
- Słaba zimotrwałość[8][9]
- Słaba odporność na kiślicę
- Najczęściej zainfekowane zgnilcem amerykańskim jako rasa.[10]